# Rusiec (gmina)
Pour les articles homonymes, voir Rusiec.
Rusiec est une gmina (commune) rurale (gmina wiejska) du powiat de Bełchatów, dans la Voïvodie de Łódź, dans le centre de la Pologne.
Son siège administratif (chef-lieu) est le village de Rusiec, qui se situe à environ 28 kilomètres à l'ouest de Bełchatów (siège du powiat) et 62 kilomètres au sud-ouest de Łódź (capitale de la voïvodie)
La gmina couvre une superficie de 99,91 km2 pour une population de 5 326 habitants en 2007.

## Histoire
De 1975 à 1998, la gmina est attachée administrativement à la voïvodie de Piotrków.

Depuis 1999, elle fait partie de la voïvodie de Łódź.

## Géographie
La gmina inclut les villages et localités de :

Localisation de la gmina dans la powiat

- Aleksandrów
- Andrzejów
- Annolesie
- Antonina
- Bolesławów
- Dąbrowa
- Dąbrowa Rusiecka
- Dąbrówki Kobylańskie
- Dębina
- Dęby Wolskie
- Dęby Wolskie-Kolonia
- Fajnów
- Jastrzębice
- Koch
- Korablew
- Kurówek Prądzewski
- Kuźnica
- Leśniaki
- Mierzynów
- Nowa Wola
- Pawłów
- Prądzew
- Rusiec
- Wincentów
- Wola Wiązowa
- Zagrodniki
- Zakurowie
- Zalasy

### Gminy voisines
La gmina de Rusiec est voisine des gminy de:
- Kiełczygłów
- Konopnica
- Osjaków
- Rząśnia
- Szczerców
- Widawa

## Structure du terrain
D'après les données de 2007, la superficie de la commune de Rusiec est de 99,91 kilomètres carrés, répartis comme telle :
- terres agricoles : 77 % ;
- forêts : 16 %.

La commune représente 10,33 % de la superficie du powiat.

## Démographie
Données du 31 décembre 2007 :
| Description        | Total  | Total | Femmes | Femmes | Hommes | Hommes |
| ------------------ | ------ | ----- | ------ | ------ | ------ | ------ |
| Unité              | Nombre | %     | Nombre | %      | Nombre | %      |
| Population         | 5 326  | 100   | 2 652  | 49,8   | 2 674  | 50,1   |
| Densité (hab./km2) | 53     | 53    | 26     | 26     | 27     | 27     |